# Хутарев, Дмитрий Диомидович
Дми́трий Диоми́дович Ху́тарев (5 февраля 1857 Верхние Велеми, Васильевской волости, Серпуховского уезда — 16 апреля 1916 Москва) — российский предприниматель и фабрикант, потомственный почётный гражданин, банкир, политический деятель, директор, Торгового дома «Демид Хутарев с Сыновьями».

## Происхождение
Дмитрий Хутарев родился в 1857 году в деревне Верхние Велеми, Васильевской волости, Серпуховского уезда, в семье крестьянина, владельца текстильного производства в селе Городенки Диомида Митрофановича Хутарева и его жены Вассы Владимировны. Вместе с отцом и старшим братом Андреем работал над созданием Городенковской суконной фабрики и Торгового дома «Демид Хутарев с С-ми».

## Предпринимательская деятельность
Выборный Московского купеческого общества (1903—1916), член приёмного комитета Московского купеческого общества взаимного кредита, товарищ председателя Совета Московского Торгового банка, член правления Совета Российского взаимного страхового союза в Москве. В 1905 году стал одним из основателей Торгово-промышленной партии, впоследствии вступил в партию Союз 17 октября.
Дмитрий Хутарев возглавил семейное дело в 1900 году. При нём построены новые корпуса Городенковской фабрики по проектам выдающихся архитекторов московского модерна Н. Д. Струкова и М. Я. Кульчицкого. Проведена железнодорожная ветка от станции Шарапова Охота до фабрики. Расширено производство. Всего на фабрике работало 1319 человек.
В 1915 году приобрёл Братцевскую суконную фабрику И. Н. Сувирова (ныне «Победа Труда»), переоборудовал её и начал в 1916 году выпуск шинельного сукна.
На 1916 год наличных денег в кассе и на текущих счетах Товарищества было 3,088 млн руб.
Дмитрий Хутарев в два с половиной раза расширил доставшиеся ему по наследству земельные владения, доведя их до 3666 десятин (более 4 тыс. га), в том числе в населённых пунктах Райсеменовское, Сенино, Городенки, Ямники, Станково, Масловка и других.

## Благотворительность
Вместе с племянником Иваном Андреевичем Хутаревым активно занимался благотворительностью: создал библиотеку для рабочих, театр и духовой оркестр. В годы Первой мировой войны на деньги Товарищества содержалось два госпиталя для раненых воинов: в Москве на Зубовском бульваре и на Ивановской горе. Дмитрием Хутаревым была проведена полная реставрация здания Храма Спаса Нерукотворного образа в усадьбе Рай-Семеновское, в частности приведены в порядок несущие конструкции, починена протекавшая крыша, произведена полная фотофиксация интерьеров, началась реставрация живописи, для которой был приглашён известный художник Алексей Михайлович Корин.
При Хутареве продолжилось обустройство храмового комплекса на Ивановской горе. В 1906 году он заказывает архитектору Струкову перестройку склепов в часовнях-усыпальницах. Был перестроен южный склеп. В 1910 году по проекту архитектора Кульчицкого были возведены богадельня и дом причта. Изначально в здании богадельни располагалась церковно-приходская школа, до переноса её в деревню Нижние Велеми в 1913 году, а с 1914 по 1918 годы в здании размещался лазарет для раненых воинов.
Скончался в Москве 16 апреля 1916 года. Отпевание проходило в церкви Илии Пророка на Воронцовом поле. Похоронен в фамильной усыпальнице Хутаревых в южном склепе на Ивановской горе. В 1920-х годах группой вандалов была разорена фамильная усыпальница Хутаревых. Останки Дмитрия Диомидовича были извлечены из склепов и изуродованы (грабители искали золотые украшения и зубы). Рабочие фабрики и члены приходского совета перезахоронили останки Д. Д. Хутарева и его родственников «в дальнем углу ограды».